# 12,7×99 NATO
12,7×99 NATO ali .50 BMG (Browning Machine Gun) je močan puškovni naboj, ki bil razvit v ZDA ob koncu prve svetovne vojne za težki mitraljez M2 Browning. Zasnovan je bil na osnovi naboja 7,62x63 Springfield, z znatnim povečanjem njegovih dimenzij. Kot sovjetski odgovor na ta naboj je bil leta 1930 razvit naboj 12,7x108 za težki mitraljez DŠK.
V Slovenski vojski se uporablja v mitraljezih M2 Browning in ostrostrelnih puškah PGM Hecate II.